# Laguna de Rins S.A.
Laguna de Rins S.A. fue una empresa, ya desaparecida, fundada en el año 1880 por el entonces comandante de infantería del ejército español, Amado Laguna de Rins y que desapareció en los años 1990.

## Historia
En sus orígenes se dedicó a la fabricación de aparatos de precisión destinados a la topografía y a la geodesia.
Entre los productos que fabricaba destacan brújulas, prismáticos, taquímetros, teodolitos, pantógrafos, planómetros y otros útiles de precisión dedicados, muchos de ellos a la exportación a países de Latinoamérica.
Tras el desastre del 98, se pierde el mercado de Latinoamérica, pero la producción es absorbida por el Ministerio de la guerra español que en esos momentos está inmerso en la guerra del Rif y por los países europeos confrontados en la Primera Guerra Mundial.
A partir de 1920, ya convertida en Sociedad anónima, comenzó la construcción de nuevos instrumentos, como sismógrafos, telémetros y otros.
Durante la Guerra Civil Española, se dedica a construir material para el bando sublevado, introduciendo en su producción tornillería, estampación y forja, llegando a tener 600 trabajadores.
A partir de 1962 comienza a fabricar piezas para distintas marcas de automóviles, entre las que se encuentran SEAT, FASA-Renault, MEVOSA, Pegaso, Ford o Sava y para Telefónica de España, manteniendo el nivel de empleo que tenía, pero a partir de 1989, comienza el declive de la empresa, que llevará a su cierre a principio de los años 1990, tras varios expedientes de regulación de empleo.
Desapareció tras no poder superar el proceso de reconversión producido en España en la década de los años 1980.